# Acanthormius adentis
Acanthormius adentis är en stekelart som beskrevs av Chen och He 2000. Acanthormius adentis ingår i släktet Acanthormius och familjen bracksteklar. Inga underarter finns listade i Catalogue of Life.